# Изабелла (сеньора Визеу)
Изабе́лла Португа́льская, сеньо́ра де Визе́у (порт. Isabel de Portugal, senhora de Viseu; 1364 — 4 апреля 1435, Маран, Франция) — 2-я дама де Визеу, португальская принцесса, побочная дочь короля Фернанду I, официально признанная отцом.

## Происхождение
Изабелла была плодом кровосмесительной связи детей короля Педру I: инфанта Фернанду I, сына короля от законной супруги Констанс Кастильской и Беатрис (1347—1381), побочной дочери Педру от Инеш де Каштру. Поскольку Изабелла родилась до вступления короля Фернанду I в брак (1372 год) она никогда не считалась бастардом (порт. bastardo, внебрачным ребёнком) и была сразу официально признана отцом, хотя и не получила титула инфанты и прав принцессы королевского дома. Король пожаловал дочери титул 2-й дамы де Визеу, дающийся только представительницам королевского дома (1-й дамой де Визеу была Констанс Кастильская, мать Фернанду I), а также доходы с королевских земель в Селорику-да-Бейра, Линья́реш и Алгодреш. В 1377 году принцесса въехала в построенный специально для неё по приказу короля дворец в Визеу, получивший впоследствии простое название «дворец в Башне» (порт. O paço da Torre) и в 1910 году включенный в фонд национального архитектурного наследия Португалии.

## Брак
Самим происхождением Изабелле было уготовано стать разменной монетой в политических играх отца. Первоначально король планировал выдать дочь за сына Жуана Афонсу Телу-ди-Менезеш, 4-го графа Барселуш, графа Оурен, дяди королевы Леоноры, но жених — юный граф Афонсу (порт. Afonso Telo Meneses) умер не дожив до свадьбы. 19 марта 1373 года в городе Сантарен был заключен договор о мире между Фернанду и Энрике II Кастильским, положивший конец долгому противостоянию Португалии и Кастилии, одним из условий договора был брачный союз побочных детей монархов: 9-летней Изабеллы и 18-летнего Альфонсо Энрикеса, бастарда Кастилии (исп. Alfonso Enríquez de Castilla), графа Хихон и Норонья, богатейшего вельможи Астурии. В приданое за дочерью Фернанду отдал все дарованные ей владения в Визеу и окрестностях. В рамках того же договора Фернанду устроил и брак своей сестры Беатрис — матери Изабеллы, которая имея 26 лет от роду давно пережила брачный возраст, её мужем стал Санчо Кастильский, граф Альбуркерке, брат короля Энрике II. Таким образом в один день состоялись свадьба матери и обручение дочери. Альфонсо Энрикес имел по поводу брака другие планы и, накануне вступления Изабеллы в брачный возраст (в 1377 году) покинул Испанию, чтобы избежать свадьбы и отправился в Авиньон просить заступничества у папы Григория XI. Но угроза лишения всех титулов и доходов, заставила принца вернуться и идти к алтарю с той, кого выбрал для него отец, в ноябре 1378 года в Бургосе прошла официальная брачная церемония. Благодаря беспокойному характеру и жажде власти графа Альфонсо, его семье предстояло испытать множество невзгод.

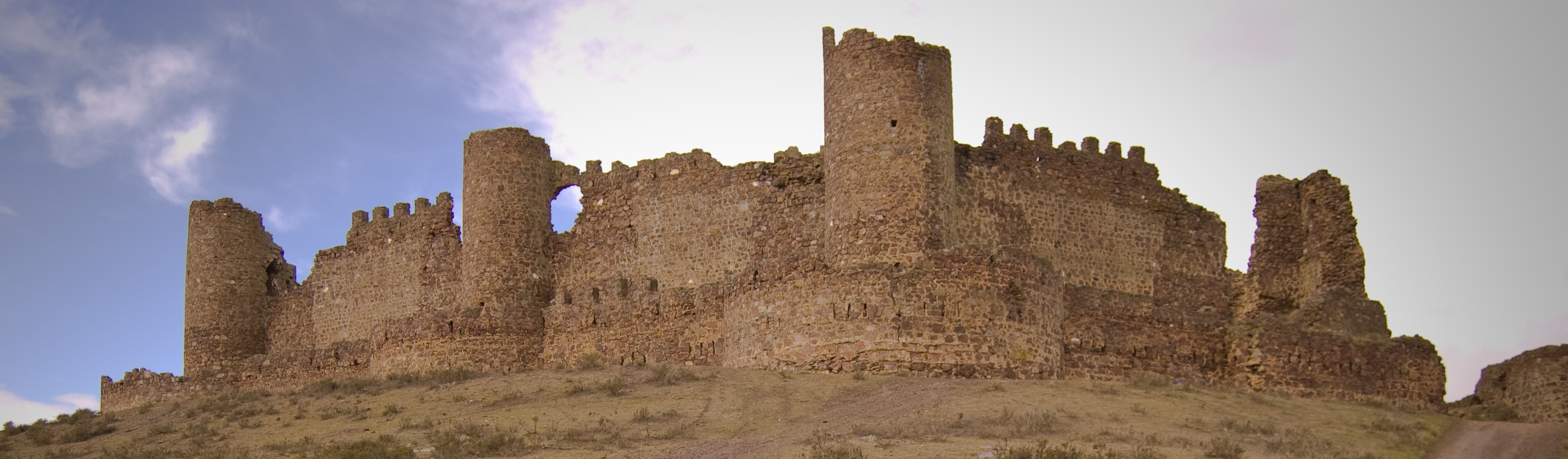
Замок Альмонасид — здесь в заключении Изабелла провела семь лет

В 1380 году новый король Кастилии — Хуан I, заставил Альфонсо вернуть незаконно захваченные земли монастырей Сан-Сальвадор и Сан-Бенито, восприняв правосудие короля как личное оскорбление, Альфонсо предлагает военный союз против брата Джону Гонту, герцогу Ланкастеру. Джон Гонт, сын английского короля Эдуарда III, после свадьбы с дочерью Педро I носивший титул короля Кастилии и Леона, считал Хуана и его отца узурпаторами и собирался с оружием в руках отвоевать наследство своей супруги. Граф Альфонсо предложил помощь претенденту, предлагая ему высадится в Хихоне и обещая поддержку своих войск, пока Хуан со всеми силами находился у границ Португалии. Однако Хуан I действовал стремительно, заняв земли мятежника он объявил Альфонсо лишенным титулов и земель, а графство Норонья передал под управление епископа Овьедо. Альфонсо вынужден был покориться, 26 июля 1381 года он приносит оммаж Хуану I в соборе Овьедо, получает прощение и отнятые земли. В 1382 году король Хуан женился на сестре Изабеллы — Беатрис, заключив союз с Португалией, надеясь дать королевству долгожданный мир, но уже в 1383 году беспокойный граф вновь поднял восстание, обратившись за поддержкой к португальцам и англичанам и развязав новую войну. На этот раз реакция Хуана была намного жестче, заняв владения мятежного феодала он вновь отдал графство Норонья епископу Овьедо, а графство Хихон своему сыну Энрике, с титулом принц Астурийский, сам Альфонсо и его жена Изабелла были схвачены и отправлены в заключение в замок Альмонасид, ставший для них тюрьмой на долгие семь лет. В 1390 году, после смерти Хуана I новый король Энрике III освободил их и вернул все земли и титулы. Энрике не опасался мятежного дядю, в 1388 году он женился на дочери герцога Ланкастера, уладив разногласия с англичанами Байонским договором, лишив дядю его главного союзника. Альфонсо попытался получить власть войдя в регентский совет, но столкнулся с сопротивлением кастильских феодалов, попытка Альфонсо организовать коалицию для захвата власти с Элеонорой Наваррской и Федерико, герцогом Бенавенте, другими детьми Энрике II стала известна королю и в 1394 году Альфонсо вновь решился на открытый мятеж. В августе 1394 года король во главе своей армии осадил мятежников в Хихоне, с моря город блокировал кастильский флот, осада затянулась на долгие месяцы. С наступлением зимы граф Альфонсо и король решили подписать шестимесячное перемирие и вынести свои разногласия на третейский суд французского короля Карла VI, воспользовавшись перемирием Альфонсо отправился в Париж на переговоры с королём, а когда переговоры не дали результата в Аквитанию, просить помощи у англичан и вербовать наемников. В июле 1395 года, когда Энрике III возобновил осаду Хихона, оборону возглавила Изабелла. Более месяца защитники отбивали штурмы, несмотря на применение врагом артиллерии, не дождавшись помощи от супруга, Изабелла, выговорив себе сохранение жизни, сдала город королю, после чего вместе с детьми отправилась к мужу во Францию. Сломленный неудачами граф Альфонсо не смог пережить поражения и скончался в изгнании 27 августа 1395 года в Маране. Вдова, не имея средств для содержания многочисленного семейства вернулась с детьми в Португалию и просила короля Жуана I принять на себя заботу о её отпрысках.

## Дети
После смерти мужа во Франции в 1395 году Изабелла возвратилась на родину в сопровождении шести несовершеннолетних детей, которых поручила заботам Жуана I, их двоюродного деда:

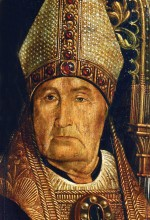
Педру де Норонья

- Педру де Норонья[порт.] (1382 — 12.08.1452)[13][12], епископ Эворы (1419—1423), архиепископ Лиссабона (1424—1452), регент королевства (1438—1440), вступил в борьбу за власть с Педру, герцогом Коимбры, после победы последнего обвинен в хищениях и отправлен в изгнание во Францию (1441—1442), возвращён по требованию папы Урбана VI, один из самых влиятельных политиков Португалии XV века, вел жизнь вельможи, пренебрегая обязанностями святителя, оставил семерых побочных детей, рожденных от разных возлюбленных. Его потомки положили начало многочисленной португальской ветви семьи Норонья (исп. de Noroña, порт. de Noronha) и существующей до настоящего времени[14];
- Энрике де Норонья (1384 — после 1430)[12], рыцарь (порт. Cavaleiro), капитан в битве при Сеуте (1415), имел дочь, ставшую женой графа де Аталайя;

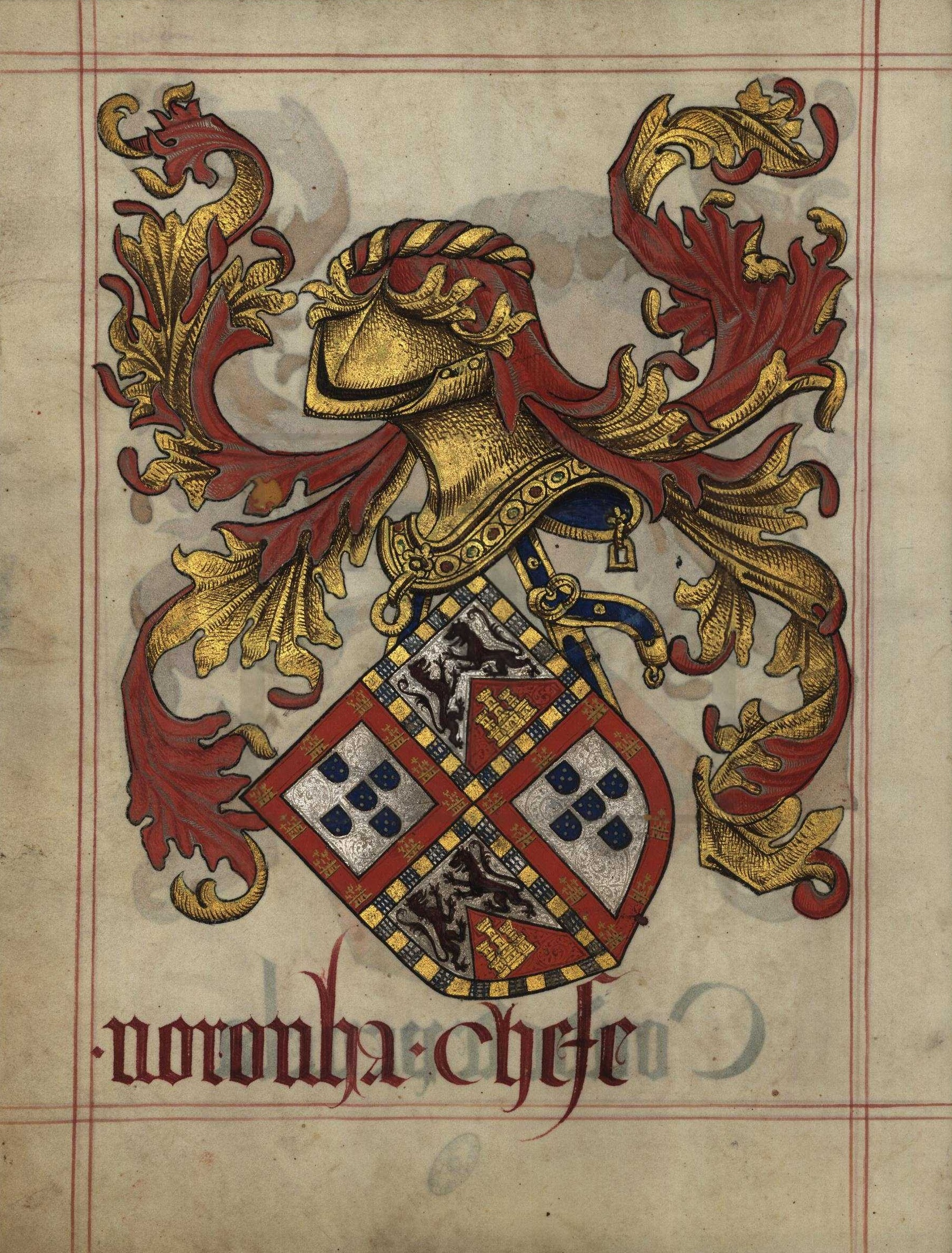
Герб родоначальника семейства де Норонья; «Книга главного оружейника», f. XLVII v, 1509

- Фернанду де Норонья, 2-й граф де Вила Реал[порт.] (1391 — 03.06.1445), 2-й граф Вила-Реал (1445)[12], губернатор Сеуты (1438—1445), член королевского совета, камергер и друг короля Дуарте, его старший сын Педру получил руку герцогини Беатрис Браганса, правнучки Жуана I, став основателем ветви маркизов, графов Вила-Реал и герцогов Линареш[b], игравших заметную роль в португальской политике вплоть до XVII века, младший сын Жуан положил начало не менее знаменитым родам маркизов Кашкайш и графов Монсанту;
- Саншу де Норонья, 1-й граф де Одемира[порт.] (1394 — 06.05.1471), 1-й граф Одемира (1446)[12], рыцарь, член королевского совета, губернатор Сеуты (1451—1456), участник африканского похода Афонсу V (1463), имел только дочь, ставшую женой Афонсу Браганса, графа де Фару, но их дети взяли родовое имя матери — де Норонья;
- Жуан де Норонья (ум. ок. 1415/16)[12], произведен в рыцари во время битвы при Сеуте 21.08.1415 года, но вскоре скончался в Алмодоваре от ран, полученных в этом бою;
- Констанса де Норонья (1395 — 26.01.1480), 1-я герцогиня де Браганса[12] (1442), графиня де Барселуш, графиня де Нейва, в 1420 году стала второй женой овдовевшего Афонсу I, герцога де Браганса (1377—1461), внебрачного сына короля Жуана I, супруги прожили вместе сорок лет, однако брак был бездетным, после смерти мужа она вступила в светский Третий орден св. Франциска (терциарии) и скончалась в Гимарайнше в 1480, усыновив перед кончиной (1474) своего племянника Педру, графа де Вила Реал, который и наследовал её имущество.

## Комментарии
1. ↑  Муж Беатрис Санчо умер в следующем 1374 году, но в течение двухлетнего брака она подарила ему двоих детей: Фернанду, ставшего следующим графом Альбуркерке и знаменитую Элеонору, королеву Арагона.
2. ↑  Для семьи ди Норунья должность губернатора Сеуты стала фактически наследственной, её занимали 23 члена этой фамилии вплоть до XVII века.